# ローラ・T97/00
ローラ・T97/00 (Lola T97/00) は、ローラが設計・製造したオープンホイールレーシングカーである。1997年のCARTシーズンで使用された。主に850 hp (630 kW) 発生するフォード・コスワース XBターボエンジンを搭載していたが、ホンダターボインディエンジンを使用していた。